# Kumi Naidoo

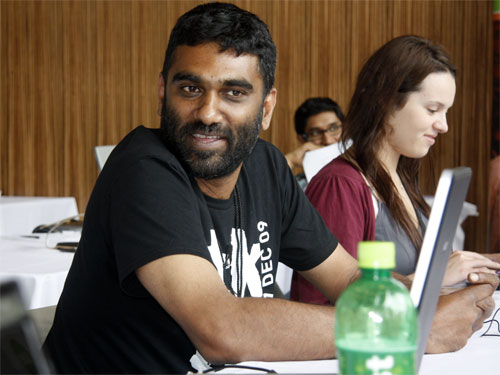
Kumi Naidoo

Kumi Naidoo, född 1965 i Sydafrika, är en politisk aktivist som tidigare var generalsekreterare för Amnesty International från 2018 till slutet av 2019 och även generalsekreterare för Greenpeace (2009-2015).  
Efter att ha kämpat mot apartheid i Sydafrika under 1970- och 1980-talet började Naidoo engagera sig i globala kampanjer för fattigdomsbekämpning och skyddande av mänskliga rättigheter. Nyligen ledde Naidoo kampanjen "Global Campaign for Climate Action". 
Naidoo deltog som debattör på European Development Days (EDD) som hölls i Stockholm 2009.